# Croc-Blanc (film, 2018)
Pour les articles homonymes, voir Croc-Blanc et White Fang.
Pour plus de détails, voir Fiche technique et Distribution.
Croc-Blanc (White Fang) est un film d'animation franco-luxembourgeois réalisé en 2016 par Alexandre Espigares (en) et sorti en 2018.

## Synopsis
Croc blanc est un petit loup qui vient de naître. Avec sa mère, il découvre le monde, la nature. 
Mais l'hiver arrive et avec lui, la faim et les prédateurs. 
Face aux difficultés, la maman de Croc blanc retourne auprès de Castor Gris, un indien qu'elle avait fui, ne pouvant résister à l'appel de la nature.

## Fiche technique
- Titre : Croc-Blanc
- Réalisation : Alexandre Espigares (en)
- Scénario : Serge Frydman, Philippe Lioret et Dominique Monféry, d'après le roman de Jack London.
- Musique : Bruno Coulais, avec la collaboration du groupe Kíla
- Photographie :
- Montage :Patrick Ducruet
- Conception sonore : Innervision
- Animation : Oriol Borrell (EJT Labo)
- Directeur artistique : Stéphane Gallard
- Casting : Mathilde Snodgrass
- Conseiller animalier : Nicolas Coussi (loups)
- Production : Clément Calvet, Lilian Eche, Jérémie Fajner, Christel Henon, Peter Saraf et Marc Turtletaub
  - Production déléguée : Joshua M. Cohen et Leah Holzer
  - Production exécutive : Lucie Bolze
- Sociétés de production : Superprod, Bidibul Productions et Big Beach Productions
- Société de distribution : Wild Bunch Distribution
- Pays de production :  France et  Luxembourg
- Genre : Animation
- Durée : 80 minutes
- Dates de sortie :
  - États-Unis : 21 janvier 2018 (Sundance) ; 24 février 2018 (New York)
  - France : 25 février 2018 (Tours) ; 28 mars 2018 (sortie nationale)

## Distribution

### Voix originales
- Ginnie Watson : Maggie
- William Calvert : William
- Rashida Jones
- Nick Offerman
- Paul Giamatti
- Flula Borg
- Stephen Kramer Glickman : Ned

### Voix françaises
- Virginie Efira : Maggie Scott
- Raphaël Personnaz : Weedon Scott
- Dominique Pinon: Beauty Smith
- Frantz Confiac : Castor Gris
- Gilles Morvan : Jim Hall
- Julien Muller : Bookie
- Claire Baradat : Vichi
- Gérard Darier : Marshal Todd
- Florian Wormser : Ned
- Tom Morton : William
- Pascal Nowak : Trois Aigles
- Laurent Natrella : Curtis
- Constantin Pappas : Murphy
- Thierry Blanc, Jack Reinhardt, Laurent Manzoni, Nicolas Mossard et Fabrice Colombero : voix additionnelles